# Sean McColl
Sean McColl (Vancouver, 3 settembre 1987) è un arrampicatore canadese.
Pratica le competizioni di difficoltà, boulder e velocità, l'arrampicata in falesia e il bouldering.

## Biografia
Si è avvicinato allo sport con il calcio, che ha praticato per 15 anni. A dodici anni ha raggiunto il livello dell'8b+ e dal 2001 ha iniziato a gareggiare al Campionato del mondo giovanile di arrampicata. Ai Campionati giovanili si è aggiudicato diverse medaglie d'oro: nella velocità a Canteleu 2002, categoria Youth B, nel lead a Veliko Tarnovo 2003 ed Edimburgo 2004, categoria Youth A, nel lead e nella velocità a Imst 2006, categoria Junior.
Dal 2006 ha iniziato a partecipare al circuito di Coppa del mondo, sia nella specialità lead che boulder, salendo diverse volte sul podio.
Al Campionato del mondo di Qinghai 2009, in Cina, si è aggiudicato il titolo di combinata, entrando in finale sia nel lead che nel boulder ed ottenendo un 5º e un 6º posto rispettivamente.
Nella stagione 2011 ha vinto a Kranj, in Slovenia, la sua prima tappa di Coppa del mondo, nella specialità lead.

## Palmarès

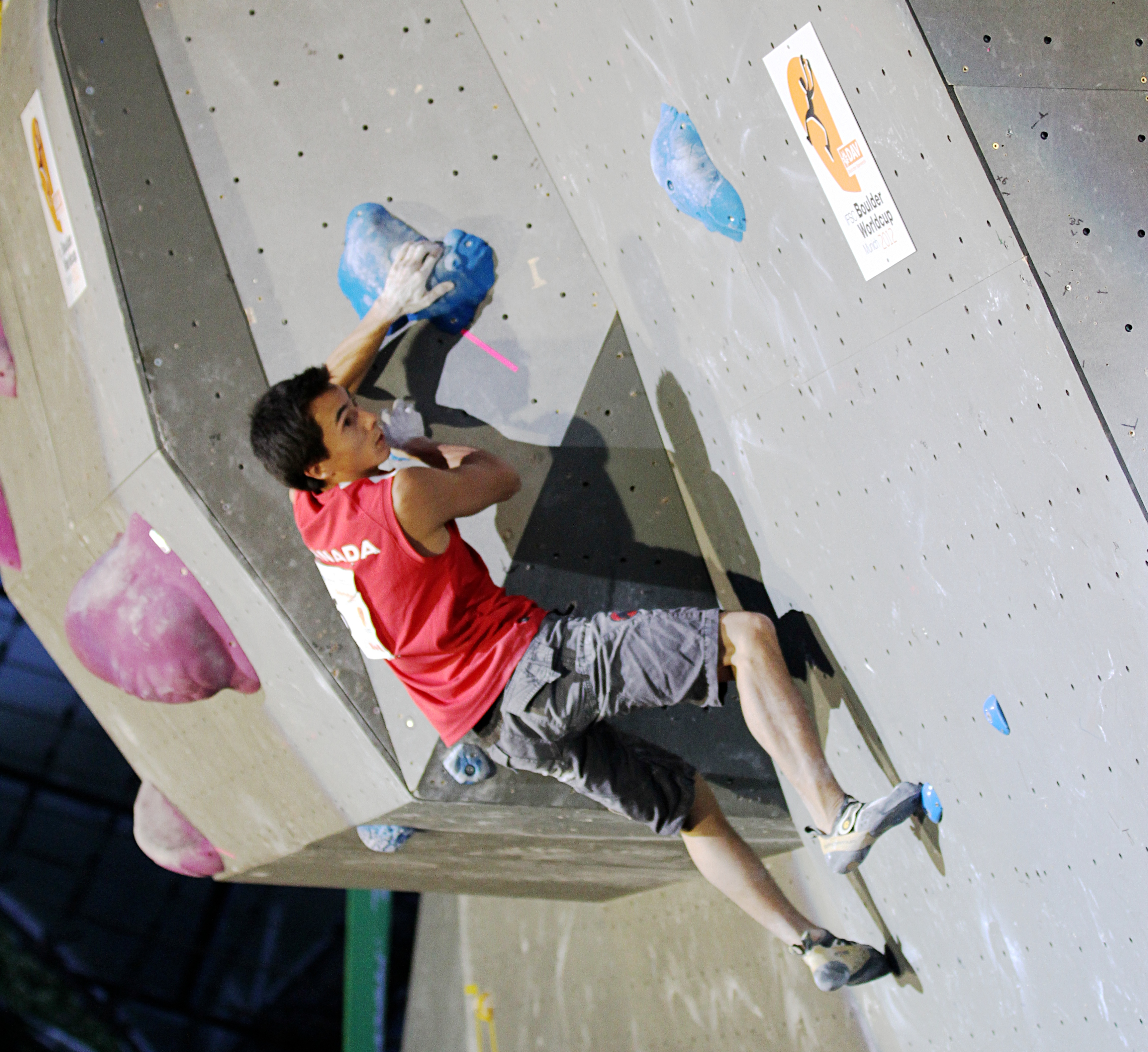
Sean McColl a Monaco nell'ultima prova di boulder della Coppa del mondo di arrampicata 2012.

### Coppa del mondo
|         | 2006 | 2007 | 2008 | 2009 | 2010 | 2011 | 2012 | 2013 | 2014 |
| ------- | ---- | ---- | ---- | ---- | ---- | ---- | ---- | ---- | ---- |
| Lead    | 20   |      | 9    | 12   | 43   | 6    | 4    | 5    | 2    |
| Boulder | 27   |      | 8    | 11   | 11   | 13   | 5    | 3    | 6    |

### Campionato del mondo
|         | 2007 | 2009 | 2011 | 2012 | 2014 |
| ------- | ---- | ---- | ---- | ---- | ---- |
| Lead    | 41   | 5    | 13   | 2    | 6    |
| Boulder | 25   | 6    | 11   | 4    | 9    |

## Statistiche

### Podi in Coppa del mondo lead
| Stagione | 1º | 2º | 3º | Podi totali |
| -------- | -- | -- | -- | ----------- |
| 2008     |    |    | 1  | 1           |
| 2009     |    |    | 1  | 1           |
| 2011     | 1  | 1  |    | 2           |
| 2012     | 1  | 1  | 2  | 4           |
| 2013     |    | 2  | 2  | 4           |
| 2014     |    | 3  |    | 3           |
| Totale   | 2  | 7  | 6  | 15          |

### Podi in Coppa del mondo boulder
| Stagione | 1º | 2º | 3º | Podi totali |
| -------- | -- | -- | -- | ----------- |
| 2008     |    |    | 1  | 1           |
| 2009     |    | 1  |    | 1           |
| 2010     |    | 1  |    | 1           |
| 2011     |    |    | 1  | 1           |
| 2012     |    | 2  | 1  | 3           |
| 2013     | 1  |    |    | 1           |
| 2014     |    | 1  | 2  | 3           |
| Totale   | 1  | 5  | 5  | 11          |

## Falesia

### Lavorato
- 9a/5.14d:
  - PuntX - Gorges du Loup (FRA) - agosto 2010[3]
  - Dreamcatcher - Squamish (CAN) - settembre 2009 - Seconda salita della via di Chris Sharma del 2005 e valutata 9a+[4]

## Boulder
- 8C/V15:
  - Big Paw - Chironico (SUI) - 12 novembre 2011 - Quinta salita del boulder di Dave Graham del 2008[5]
- 8B+/V14:
  - Khéops Assis - Fontainebleau (FRA) - gennaio 2012[6]
  - The Dagger - Cresciano (SUI) - novembre 2011[7]
  - New Base Line - Magic Wood (SUI) - novembre 2011[8]